# Hot Buttered Soul
Hot Buttered Soul ist das zweite Musikalbum des US-amerikanischen Sängers Isaac Hayes. Es wurde 1969 vom Musiklabel Stax Records veröffentlicht. Hot Buttered Soul gilt als eines der bedeutendsten Alben im Genre des Soul. Seine lediglich vier Stücke mit einer Durchschnittslänge von über elf Minuten markierten den Beginn einer deutlichen Abkehr vom Single-Format der Soulstücke in den 1960ern. Auch musikalisch nahm Hayes die Einbeziehung anderer Musikarten sowie die Groove-Orientierung vieler Soulalben in den 1970ern vorweg.
Nach seiner Veröffentlichung im CD-Format 1990 wurde das Album 2004 als Super Audio Compact Disc und 2009 in einer remasterten Version wiederveröffentlicht.

## Hintergrund
Isaac Hayes begann seine Karriere als Songschreiber beim Soulmusik veröffentlichenden Plattenlabel Stax Records. 1968 nahm er sein Debütalbum Presenting Isaac Hayes auf. Dieses war jedoch ein kommerzieller Misserfolg und Hayes’ Solokarriere damit vorerst beendet. Kurz darauf fiel jedoch aufgrund einer Vertragslücke ein Großteil des Backkatalogs von Stax an Atlantic Records. Stax verlangte daher von seinen Künstlern neue Veröffentlichungen. Daraufhin nahm Hayes, seine eigene musikalische Vision stärker anvisierend, innerhalb von zwei Wochen Hot Buttered Soul auf.

## Musik und Gesang
Hot Buttered Soul unterscheidet sich musikalisch erheblich vom Soul der 1960er, der geprägt war von radiokompatiblen Popeinflüssen durch Motown-Veröffentlichungen, aber auch vom Pendant des rauen Southern Soul, der vor allem von Stax-Künstlern produziert wurde. Hayes nutzte dagegen Elemente aus der klassischen Musik und dem Funk, die er in Stücke integrierte, die in ihrer Länge und musikalischen Jam-Verspieltheit eine deutliche Abkehr von vorherigen Soulstücken, die nur selten eine Spielzeit von über vier Minuten aufwiesen, bedeutete. Die Stücke fallen dadurch teilweise sehr symphonisch aus, nutzen aber neben orchestraler Musik auch Wah-Wah-Gitarren und deutlich akzentuierte Schlagzeug-Rhythmen. Aus dieser Instrumentation entwickeln sich des Öfteren minutenlang dauernde Grooves, die, auch durch die bis dahin eher unübliche Benutzung vieler Moll-Akkorde, der Musik eine psychedelische Komponente geben.
Eingespielt wurde ein Großteil der Musik von der Studioband The Bar-Kays. Isaac Hayes singt die Stücke in der Bassbariton-Stimmlage, gelegentlich benutzt er Spoken-Word-Passagen, so besteht etwa die erste Hälfte des Stückes By the Time I Get to Phoenix aus einem Monolog von Hayes.
Zwei der vier Stücke sind Coverversionen von bereits vorher veröffentlichten Liedern. Walk on By wurde komponiert von Burt Bacharach und 1963 erstmals von Dionne Warwick aufgenommen; der Text stammt von Hal David. Neben Isaac Hayes wurde das Stück unter anderem von Aretha Franklin, Johnny Mathis, The Beach Boys, der Punk-Band The Stranglers und Seal neuinterpretiert. By the Time I Get to Phoenix wurde von Jimmy Webb geschrieben. Nachdem Johnny Rivers es 1965 erstmals einsang, wurde das Stück 1967 von Glen Campbell popularisiert.

## Kritiken
Hot Buttered Soul wurde fast ausnahmslos positiv aufgenommen. Von der deutschen Musikzeitschrift Sounds wurde das Werk in ihre Liste der 50 essenziellen Alben der schwarzen Musik aufgenommen. Mit der Veröffentlichung von Hot Buttered Soul habe „der moderne Soul“ begonnen. Das Album stünde „in keiner zeitgenössischen Musiktradition“, es sei „vielmehr die künstlerische Neudefinition und Vorwegnahme des Souls der siebziger Jahre“.
Die Online-Datenbank Allmusic vergab fünf von fünf möglichen Punkten an das Album. Es sei „wegweisend“ und eines der „zeitlosen, charakteristischen“ Werke des Soul gewesen und habe Hayes zu einer „lebenslangen Ikone“ gemacht. Walk on By sei „ein epischer zwölf-minütiger Moment wahrer Perfektion“, während die anderen Stücke „nicht so atemberaubend, aber zweifellos beeindruckend“ seien.
Die US-amerikanische Musikzeitschrift Rolling Stone bewertete das Album anlässlich der Wiederveröffentlichung im Jahr 2009 mit vier von fünf möglichen Punkten. Hot Buttered Soul sei noch immer „ein Maßstab für Soul-Visionäre überall“. Zudem habe das Album Isaac Hayes zu einem Popstar und Sexsymbol gemacht.
Der Musikkritiker Robert Christgau bewertete Hot Buttered Soul dagegen lediglich mit der Note C, einer 3 entsprechend. Das Album sei „so überbewertet, dass es seine eigene Gültigkeit“ habe.

## Bedeutung
Hot Buttered Soul machte Isaac Hayes – zusammen mit Shaft – „zu einem der ersten schwarzen Superstars der 70er Jahre“. Das Album habe „den Boden für die berühmten Alben von Stevie Wonder und Marvin Gaye in den siebziger Jahren“ bereitet.
Neben der Musik erlangte das Cover von Hot Buttered Soul durch seine „radikale Ästhetik“ eine besondere Bedeutung in der Black-Power-Bewegung, die Ende der 1960er einsetzte. Isaac Hayes inszeniert sich darauf mit einer Sonnenbrille und einer Goldkette, den Blick nach unten gerichtet. Hayes wurde in der nahen Einstellung von oben herab fotografiert. Ein Großteil des Covers wird von seiner Glatze ausgefüllt, die das Licht reflektiert.

## Weiterverwendung
Hayes erlangte seit den späteren 1980ern wieder größere Bekanntheit. Dies lag in erster Linie an der Verwendung seiner Musik in Hip-Hop-Instrumentals. Walk on By und Hyperbolicsyllabicsesquedalymistic gehören dabei zu den am häufigsten als Sample benutzten Stücken von Hayes. Walk on By wurde unter anderem von The Notorious B.I.G., Tupac Shakur und Pete Rock gesamplet. Für die Verwendung durch den Wu-Tang Clan im Jahr 2000 sang Hayes einen neuen Refrain ein. Das von Hayes gespielte Keyboard im Mittelteil von Hyperbolicsyllabicsesquedalymistic wurde vor allem im frühen Hardcore- und Gangsta-Rap gesamplet, etwa von Public Enemy, N.W.A und Ice Cube.
1995 startete Hayes ein Comeback als Musiker. Er nahm das Album Branded auf, dessen letztes Stück eine zwölf Minuten lange Neuinterpretation von Hyperbolicsyllabicsesquedalymistic darstellt.
Stücke von Hot Buttered Soul wurde in mehreren Filmen und auf deren Soundtracks verwendet. Walk on By ist im Film Dead Presidents von 1995 zu hören und Hyperbolicsyllabicsesquedalymistic in Zodiac – Die Spur des Killers von 2007.